# کیسلفسک
شهر کیسلفسک (به روسی: Киселевск) در کشور روسیه و در اوبلاست کمروو واقع شده‌است.